# Jeremy Miller
Jeremy James Miller (* 21. Oktober 1976 in West Covina, Kalifornien) ist ein US-amerikanischer Schauspieler.
Weltweit bekannt wurde er durch die Serie Unser lautes Heim,  in der er von 1985 bis 1992 den Benjamin Hubert Horatio Humphrey Seaver spielte.
Nach dem Ende von Unser lautes Heim schrieb er sich an der University of Southern California ein, verließ diese jedoch nach einem Jahr wieder, um eine Kochschule zu besuchen und nebenbei weiter zu schauspielern.
Jeremy Miller ist verheiratet und hat drei Stiefsöhne.

## Filmografie (Auswahl)
- 1984: Punky Brewster (Fernsehserie, Folge 1x08)
- 1985: Die Zwillingsschwestern (Deceptions, Miniserie, 2 Folgen)
- 1985–1992: Unser lautes Heim (Growing Pains, Fernsehserie, 167 Folgen)
- 1986: Prost Neujahr, Charlie Brown! (Happy New Year, Charlie Brown, Kurzfilm, Sprechrolle)
- 1990: The Willies
- 1992: Ghostwriter (Fernsehserie, 4 Folgen)
- 1993: Tödlicher Duft (Based on an Untrue Story, Fernsehfilm)
- 2000: Unser lautes Heim – Der Film (Growing Pains – The Movie, Fernsehfilm)
- 2003: Dickie Roberts: Kinderstar (Dickie Roberts: Former Child Star)
- 2004: Unser lautes Heim – Die Rückkehr der Seavers (Growing Pains: Return of the Seavers, Fernsehfilm)
- 2007: Milk and Fashion
- 2010: Ditching Party
- 2021: Mariguana
- 2021: True to the Game 3